# Magyarország az 1990-es junior atlétikai világbajnokságon
Magyarország a bulgáriai Plovdivban megrendezett 1990-es junior atlétikai világbajnokság egyik részt vevő nemzete volt, 17 sportolóval képviseltette magát.

## Érmesek
| Érem      | Versenyző    | Versenyszám | Dátum         |
| --------- | ------------ | ----------- | ------------- |
| Ezüstérem | Ináncsi Rita | Hétpróba    | augusztus 11. |

## Eredmények

### Férfi
| Versenyző    | Versenyszám | Előfutam | Előfutam | Elődöntő | Elődöntő | Döntő   | Döntő    |
| Versenyző    | Versenyszám | Idő      | Hely.    | Idő      | Hely.    | Idő     | Helyezés |
| ------------ | ----------- | -------- | -------- | -------- | -------- | ------- | -------- |
| Dénes Balázs | 1500 m      | 3:46,98  | 4.       |          |          | 3:44,30 | 5.       |

| Versenyző      | Versenyszám   | Selejtező | Selejtező | Döntő    | Döntő    |
| Versenyző      | Versenyszám   | Eredmény  | Hely.     | Eredmény | Helyezés |
| -------------- | ------------- | --------- | --------- | -------- | -------- |
| Bujtor Zoltán  | Rúdugrás      | 5,10 m    | 5.        | 5,00 m   | 10.      |
| Uzsoki János   | Távolugrás    | 7,33 m    | 8.        | kiesett  | kiesett  |
| Ordina Tibor   | Távolugrás    | 7,25 m    | 13.       | kiesett  | kiesett  |
| Ordina Tibor   | Hármasugrás   | 15,64 m   | 7.        | 14,93 m  | 16.      |
| Czingler Zsolt | Hármasugrás   | 15,79 m   | 7.        | 15,61 m  | 10.      |
| Kónyi Árpád    | Súlylökés     | 16,26 m   | 9.        | 16,63 m  | 8.       |
| Kónyi Árpád    | Diszkoszvetés | 48,54 m   | 15.       | kiesett  | kiesett  |
| Német Zsolt    | Kalapácsvetés |           |           | 64,00 m  | 6.       |
| Szabó József   | Gerelyhajítás | 65,74 m   | 16.       | kiesett  | kiesett  |

| Versenyző    | Versenyszám | 100 m | Távolugrás | Súlylökés | Magasugrás | 400 m | 110 m gát | Diszkoszvetés | Rúdugrás | Gerelyhajítás | 1500 m  | Végeredmény | Végeredmény |
| Versenyző    | Versenyszám | Idő   | Eredmény   | Eredmény  | Eredmény   | Idő   | Idő       | Eredmény      | Eredmény | Eredmény      | Idő     | Pont        | Helyezés    |
| ------------ | ----------- | ----- | ---------- | --------- | ---------- | ----- | --------- | ------------- | -------- | ------------- | ------- | ----------- | ----------- |
| Kovács Dusán | Tízpróba    | 11,34 | 7,12 m     | 10,73 m   | 1,97 m     | 48,80 | 15,03     | 35,98 m       | 3,80 m   | 51,90 m       | 4:18,98 | 7232        | 6.          |

### Női
| Versenyző       | Versenyszám      | Előfutam | Előfutam | Elődöntő | Elődöntő | Döntő    | Döntő    |
| Versenyző       | Versenyszám      | Idő      | Hely.    | Idő      | Hely.    | Idő      | Helyezés |
| --------------- | ---------------- | -------- | -------- | -------- | -------- | -------- | -------- |
| Szabó Gabriella | 100 m            | 11,96    | 4.       | 11,88    | 8.       | kiesett  | kiesett  |
| Szabó Gabriella | 200 m            | 24,76    | 6.       | 24,84    | 7.       | kiesett  | kiesett  |
| Javos Anikó     | 3000 m           | 9:23,63  | 2.       |          |          | 9:20,23  | 9.       |
| Szabó Andrea    | 5000 m gyaloglás |          |          |          |          | 23:18,93 | 9.       |
| Szászi Beáta    | 5000 m gyaloglás |          |          |          |          | 23:46,43 | 14.      |

| Versenyző        | Versenyszám   | Selejtező | Selejtező | Döntő    | Döntő    |
| Versenyző        | Versenyszám   | Eredmény  | Hely.     | Eredmény | Helyezés |
| ---------------- | ------------- | --------- | --------- | -------- | -------- |
| Fazekas Erzsébet | Magasugrás    | 1,80 m    | 12.       | 1,81 m   | 6.       |
| Presinger Ágnes  | Gerelyhajítás | 49,36 m   | 11.       | 47,36 m  | 12.      |

| Versenyző    | Versenyszám | 100 m gát | Magasugrás | Súlylökés | 200 m   | Távolugrás | Gerelyhajítás | 800 m   | Végeredmény | Végeredmény |
| Versenyző    | Versenyszám | Idő       | Eredmény   | Eredmény  | Idő     | Eredmény   | Eredmény      | Idő     | Pont        | Helyezés    |
| ------------ | ----------- | --------- | ---------- | --------- | ------- | ---------- | ------------- | ------- | ----------- | ----------- |
| Ináncsi Rita | Hétpróba    | 14,20     | 1,78 m     | 14,02 m   | 25,17 m | 6,12 m     | 41,10 m       | 2:22,02 | 5940        | Ezüstérem   |
| Bálint Zita  | Hétpróba    | 14,23     | 1,66 m     | 12,16 m   | 25,80   | 5,81 m     | 39,82 m       | 2:26,80 | 5429        | 7.          |